# La Solitude du chanteur de fond
Pour plus de détails, voir Fiche technique et Distribution.
La Solitude du chanteur de fond est un documentaire français réalisé par Chris Marker, sorti en 1974.
Le titre fait écho au film anglais La Solitude du coureur de fond (The Loneliness of the Long Distance Runner) de Tony Richardson en 1962.
Le film figure en bonus du DVD Montand international, documentaire télévisuel consacré à la tournée mondiale du chanteur.

## Synopsis
Fin 1973, Yves Montand, qui n'a pratiquement plus chanté sur scène depuis près de 10 ans, décide de réagir à la prise du pouvoir chilien par le général Pinochet en remontant sur scène pour un concert unique. Ce documentaire de 60 minutes, filmé par Pierre Lhomme, suit le travail de préparation du chanteur, notamment avec son pianiste Bob Castella, et présente des extraits de sa prestation qui a lieu en février 1974. Il y chante notamment Le Temps des cerises.

## Fiche technique
- Titre : La Solitude du chanteur de fond
- Réalisation : Chris Marker
- Photographie : Yann Le Masson, Pierre Lhomme et Jacques Renard
- Montage : Monique Christel et Laurence Cuvillier
- Société de production : Seuil Audiovisuel
- Pays :  France
- Durée : 60 minutes
- Date de sortie : 18 décembre 1974